# Elgonbiene
Die Elgonbiene ist eine Buckfastzuchtlinie der Westlichen Honigbiene (Apis mellifera), benannt nach dem Mount Elgon, einem erloschenen Vulkan im Grenzgebiet zwischen Kenia und Uganda.

## Entstehungsgeschichte

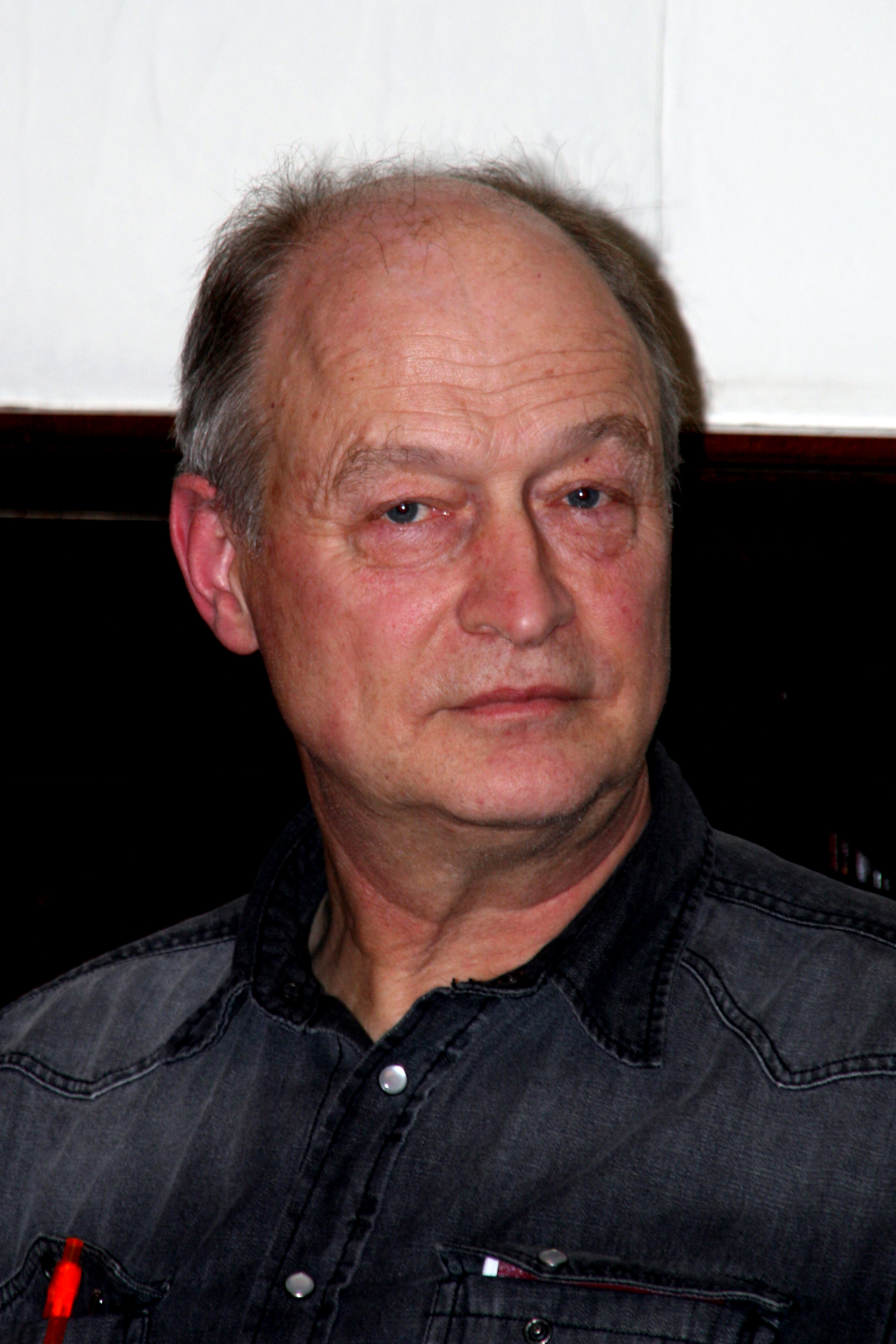
Erik Österlund, der schwedische Urzüchter der Elgonbiene

Aus dem Grenzgebiet zwischen Kenia und Uganda haben Ende der 1980er Jahre einige Imker Exemplare der Ostafrikanischen Bergbiene (A.m. monticola) nach Schweden exportiert. Die monticola ist eine Bienenunterart mit kleinem Verbreitungsgebiet in Zentralafrika, sie lebt nur in Berggebieten oberhalb 2000 Meter Höhe. Im Gegensatz zur Ostafrikanischen Hochlandbiene (A.m. scutella), die aus den Kreuzungen in Südamerika (siehe Afrikanisierte Honigbiene) für ihre Angriffslust bekannt ist, zeichnet sich monticola durch Sanftmütigkeit aus. In Schweden wurde diese Wildbiene mit der Buckfastbiene gekreuzt. In den 1990er Jahren wurde diese Kreuzung stabilisiert und sie erhielt von den Züchtern den Namen Elgonbiene. Seit dem Jahr 2000 hat Erik Österlund, einer der schwedischen Urzüchter, die Biene zudem für die Betriebsweise mit kleinen Brutzellen weitergezüchtet.
Die Bezeichnung „Elgonbiene“ ist geschützte Handelsmarke des Züchters Erik Österlund.